# 尤金·禺根雅福
尤金·禺根雅福（1970年2月4日—），是庫拉索政治人物、安的列斯重組黨黨魁。他曾在科伊曼內閣出任經濟發展部部長，之後所屬黨在2017年庫拉索大選取得最高票而獲總督露西爾·喬治-沃特授權和MAN黨及全國革新黨合組政府。
他在2017年5月29日正式就任库拉索总理。